# Cogeoida
Cogeoida (geoida zregularyzowana) – powierzchnia uformowana przez poddanie geoidy zabiegom rachunkowym zwanym redukcjami grawimetrycznymi. Cogeoida stanowi powierzchnię o potencjale równym potencjałowi geoidy.